# Восток-2
Восток-2 е вторият пилотиран орбитален полет по космическата програма Восток и изобщо втори пилотиран в света.

## Екипаж
Основен
- Герман Титов

Поддържащ екипаж
- Андриан Николаев

Резервен екипаж
- Григорий Нелюбов

## Параметри на полета
- Маса – 4731 кг;
- Наклон – 64,93°;
- Период – 88,46 минути;
- Перигей – 183 км;
- Апогей – 244 км.

## Полет
Полетът е с продължителност над едно денонощие (рекорден до този момент – 25 часа 18 минути), извършва 17 обиколки около Земята. По време на полета се извършват медико-биологични експерименти и заснимане (включително и около 10-минутен филм с помощта на камера) на Земята от борда на космическия кораб. Полетът потвърждава възможността за продължителен престой и работа на човека в условията на безтегловност. Герман Титов е първият космонавт, спал в безтегловност. Полетът е почти пълен успех, въпреки че повреда в отоплителната система понижава вътрешната температура до 10 °C и предизвиква проблеми с адаптацията, и усложнено завръщане на капсулата, която не успява да се отдели успешно от сервизния модул. За разлика от Юрий Гагарин на Восток 1, Титов поема ръчния контрол над космическия апарат за известно време. В последния етап на приземяването Титов (както и всички космонавти, летяли с Восток) след навлизането на спускаемия апарат в атмосферата, на височина 7 км катапултира от кабината и се приземява с помощта на парашут. Оттук идва и разликата в продължителността на полета на кораба и космонавта от 7 минути.
През 1964 г. спускаемият апарат на кораба Восток-2 е използван като макет по време на изпитания на системата за меко кацане на кораба Восход. При спускането парашутът не се разтваря заради неправилно сгъване и апаратът се разбива.
До 2016 г. Герман Титов остава най-младия човек, летял в космоса. По време на полета е на 25 години и 11 месеца.